# Мајкл Бредли
Мајкл Бредли (енгл. Michael Bradley; 17. новембар 1962) ирски је професионални рагби 15 тренер и бивши играч. Тренутно ради као главни тренер Зебра, италијанског представника у такмичењу Про 14.

## Играчка каријера
Бредли је играо на позицији демија за Корк и Манстер у Републици Ирској. За рагби 15 репрезентацију Ирске је дебитовао против Аустралије 1984. Освојио је Триплу круну у Првенству пет нација са Ирском 1985. Опроштајну утакмицу је одиграо против Новог Зеланда 1995. Био је део селекције Ирске на два Светска првенства 1987. и 1995. У неколико наврата је био и капитен репрезентације Ирске. Укупно је 40 пута бранио боје своје земље.

## Играчки успеси
- Куп пет нација 1985. - Шампион Европе са Ирском

## Тренерска каријера
Након завршетка играчке каријере, Бредли је почео да ради као тренер. Био је селектор Ирске Б селекције и младе репрезентације Ирске. Седам година је успешно предводио Конот, ирски покрајински тим са којим је два пута долазио до полуфинала Купа европских изазивача. Био је део стручног штаба Ирске и Грузије. Бредли је две године био тренер Единбурга и ту је направио успех. Једне сезоне је победио Тулуз у четвртфиналу и одвео Единбург у полуфинале Купа европских шампиона. 2017. изабран је за главног тренера Зебри.